# دوري السوبر الألباني 1949
دوري السوبر الألباني 1949 (بالألبانية: Kategoria e Parë 1949‏) هو الموسم 12 من دوري السوبر الألباني. أقيم خلال الفترة 27 مارس 1949 وحتى 31 يوليو 1949، وأشرف على تنظيمه اتحاد ألبانيا لكرة القدم، وكان عدد الأندية المشاركة فيه 9، وفاز فيه بارتيزاني تيرانا.